# BMC Ado 16
Ado 16 è la sigla progettuale di una autovettura di classe media prodotta dalla BMC (British Motor Corporation Ltd) tra il 1962 ed il 1974 e venduta con vari marchi e nomi.

## Lo sviluppo
Alla fine degli anni cinquanta, portato a termine il progetto Mini la BMC aveva l'esigenza di pensare ad un modello che, riprendendone i concetti fondamentali (trazione anteriore, motore trasversale, cambio montato sotto il motore), si ponesse un gradino sopra come dimensioni, abitabilità e cilindrata.
Alec Issigonis, incaricato del progetto, tuttavia non si accontentò di realizzare una copia in scala maggiore della Mini, e volle dare alla nuova media BMC una personalità propria. Il colpo di genio furono le sospensioni a ruote indipendenti a bracci triangolari con sistema Hydrolastic.
Lo schema prevedeva l'interconnessione tra la ruota anteriore e quella posteriore del medesimo lato attraverso un circuito idraulico. Al posto degli ammortizzatori c'erano delle sfere riempite per metà d'aria e per metà di liquido idraulico: quando una sfera si comprimeva per effetto di uno scuotimento della ruota, l'aria in essa contenuta andava a spingere l'olio idraulico, attraverso il circuito d'interconnessione, verso l'altra ruota dello stesso lato.
I vantaggi di tale sistema erano, un miglior comfort, un minor beccheggio in accelerazione e in frenata e una maggiore stabilità.
Per dare un vestito adeguato all'originalità meccanica, la BMC si rivolse alla Pininfarina, che fornì un'approfondita consulenza. La Ado 16, infatti, aveva una riuscita linea a 2 volumi (con 2 o 4 porte: mancava il portellone posteriore), che sintetizzava alla perfezione modernità (le concorrenti erano tutte a tre volumi) e gusto britannico (piccole pinne posteriori, frontale classico).

## L'evoluzione
La presentazione delle versioni Austin e Morris avvenne nel 1962. La vettura, disponibile con carrozzeria a 2 o 4 porte, era mossa dal 4 cilindri con albero a camme laterale A-Series di 1098cm³, che alimentato con un solo carburatore forniva 48cv.
Il nome commerciale del modello, sia per Austin che per Morris, era semplicemente 1100. Le due versioni, inoltre, si distinguevano solo per piccoli dettagli del frontale, creando confusione nel pubblico. Entrambe erano poi disponibili nelle versioni base e De Luxe.
Il modello, tuttavia, ottenne in Gran Bretagna un grande successo.

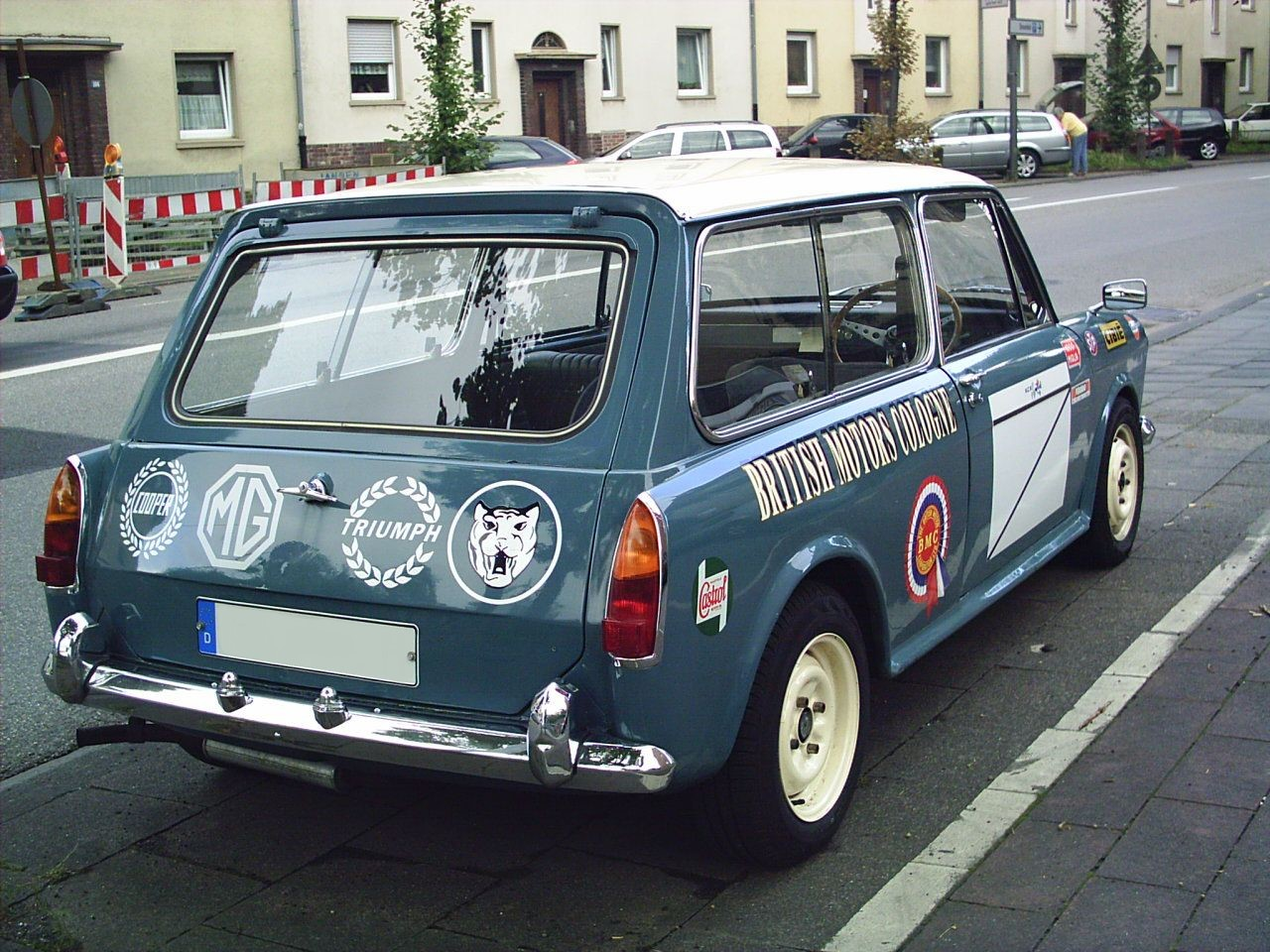
La Morris 1300 station wagon

Nel 1963 la gamma venne ampliata notevolmente. I listini di Austin e Morris s'arricchirono delle versioni station wagon 3 porte, denominate, rispettivamente, Countyman (base e De Luxe) e Traveller (base e De Luxe). Contemporaneamente vennero lanciate le versioni "upmarket", con motore bicarburatore da 55cv, frontali e particolari estetici specifici, e allestimenti sportivi o lussuosi a vari livelli. Il lancio, molto complesso, prevedeva varianti coi marchi MG, Wolseley, Riley e Vanden Plas.
La gamma '63 s'articolava nelle versioni:
- Austin 1100 e Morris 1100: motore da 48cv, carrozzeria berlina (2 o 4p) o station wagon e allestimenti base o De Luxe.
- MG 1100: motore da 55cv, carrozzeria berlina (2 o 4 porte) con frontale dotato di calandra specifica e finiture sportive, ma essenziali.
- Wolseley 1100: motore da 55cv, carrozzeria berlina (4 porte) con frontale ridisegnato, verniciatura bicolore e finiture sportive, ma curate.
- Riley Kestrel 1100: motore da 55cv, carrozzeria berlina (4 porte) con frontale ridisegnato, verniciatura bicolore e finiture lussuose.
- Vanden Plas Princess 1100: motore da 55cv (abbinabile anche ad un cambio automatico a 3 rapporti), carrozzeria berlina (4 porte) con frontale ridisegnato e finiture estremamente lussuose (pelle, radica e moquette pregiata ovunque).

Nel 1967 un leggero restyling, che interessò soprattutto la coda (dove vennero attenuate le "pinne") e gli interni, diede vita alla serie MK2.
Accanto alla versione 1100 da 48cv venne resa disponibile la variante di 1275 cm³ da 55 (versione monocarburatore) o 65cv (bicarburatore) del motore A-Series.
Le versioni Austin e Morris, berlina e station wagon, potevano adottare sia il 1100 da 48cv che il 1300 da 55cv, mentre il 1300 da 65cv era riservato alle versioni coi marchi MG, Wolseley, Riley e Vanden Plas.
Nel 1968, con la trasformazione della BMC in British Leyland, la gamma venne semplificata con la soppressione delle versioni con marchio Riley e Wolseley.
Nel 1971 anche la versione MG venne soppressa. Il ruolo di sportiva venne assunto dalla 1300 GT da 71cv, venduta con marchio Austin. La 1300 GT, disponibile solo con carrozzeria a 4 porte, si distingueva dalle 1300 De Luxe per la mascherina, i profili laterali (lucidi con fascia centrale nera), il tetto rivestito in vinile e gli interni molto curati (strumentazione Smiths, plancia in radica).
Nel 1974 tutte le Ado 16 rimaste in listino (Austin, Morris e Vanden Plas) uscirono di scena, rimpiazzate dalla Austin Allegro.

## Le Ado 16 prodotte all'estero
La Ado 16 ottenne un buon successo anche sui mercati esteri e venne, conseguentemente, costruita anche fuori dall'Inghilterra. Le principali produzioni extra inglesi avvennero in Italia, Spagna, Nuova Zelanda, Australia, Rhodesia e Sudafrica.
Le produzioni più interessanti, perché non riservate ai mercati locali, sono quelle di Italia e Spagna.
In Italia dal 1964 al 1974 vennero costruite dalla Innocenti di Milano, 4 versioni della Ado 16 1100: la Innocenti IM3, con motore da 55cv, frontale ristilizzato (da Pininfarina) e interni curati, la Innocenti I4, con motore da 48cv, carrozzeria identica alla Morris e interni semplificati, la I4 S, identica alla I4 ma con motore da 55cv e la Innocenti I5, con motore da 55cv, allestimento della IM3 e frontale della I4.
In Spagna la Ado 16 (identica alle inglesi Austin e Morris) tra il 1967 ed il 1974, venne prodotta presso lo stabilimento Authi (Automoviles de Turismo Hispano Ingleses) di Pamplona.
Anche la versione con motore ridotto a 998 cm³ per Danimarca, Grecia e Portogallo veniva assemblata dall'Authi.
Dal 1971 al 1978, sulla meccanica della "Ado 16", venne realizzato il nuovo modello a tre volumi Austin Apache, disegnato da Giovanni Michelotti e prodotto in Sudafrica. La produzione della versione con guida a sinistra iniziò nel 1972 a Pamplona e fu commercializzata come Austin Victoria, così denominata in ricordo della regina di Spagna, scomparsa pochi anni prima.
In Australia venne anche commercializzata come Morris 1500.

## Le Ado 16 "italiane"
Di tutte le Ado 16 prodotte fuori del Regno Unito ebbero grande rilievo, almeno sul nostro mercato, quelle assemblate dalla Innocenti di Lambrate.
Nel 1963, infatti, la Casa milanese stipulò un accordo con la BMC per costruire in Italia una variante della Ado 16.
La vettura, commercializzata dall'aprile del 1963 col nome di IM3 (vale a dire Innocenti-Morris 3° modello: gli altri due erano la A40 e la Spider 950), presentava alcune differenze rispetto al modello d'origine, la Morris 1100.
Il frontale, ristilizzato da Pininfarina, appariva, coi suoi fari a sviluppo verticale e l'ampia mascherina, specifico della IM3. Anche gli interni, caratterizzati da finiture più curate, erano diversi. La Ado 16 italiana adottava inoltre una plancia specifica rivestita in alluminio satinato, sedili più accoglienti (quello posteriore con bracciolo centrale reclinabile) e "sagomati", pannelli porta più "ricchi", pavimento rivestito in moquette (anziché in gomma) ed una dotazione d'accessori più completa.
Anche per il motore la Innocenti fece una scelta mirata: la variante da 55cv (la stessa delle versioni Vanden Plas e MG) del 4 cilindri A-series di 1098 cm³, anziché quella da 48cv montata sulle varianti Austin e Morris.
L'intenzione di rendere la IM3 un modello, diremmo oggi, "premium" era evidente pure nel prezzo di listino (Lit.1.290.000 +IGE), superiore, addirittura, a quello della ben più grande Fiat 1500 (Lit.1.200.000 +IGE).
Insomma la IM3 era dedicata a quella fetta di pubblico che, pur cercando finiture e dotazioni di livello superiore, non voleva vetture dalle cilindrate e dalle dimensioni impegnative.
Il discreto successo incontrato dal modello, favorito anche dalla linea elegante e dall'abitabilità interna (rispetto alle dimensioni esterne) e dall'ottimo comportamento stradale, indusse l'Innocenti a pensare ad una variante più economica, in grado di competere più direttamente con la Fiat 1100 (la IM3 infatti aveva un prezzo molto più elevato).
Così nell'ottobre 1964, al Salone di Torino, venne lanciata la I4 (che alcuni chiamano J4 per via della "i" allungata, tipica del marchio "Innocenti"), in pratica una Morris 1100 priva di modifiche (carrozzeria, interni e motore, da 48cv, erano identici all'originale inglese), proposta a Lit.1.050.000+IGE.
Dal 1966 fece poi ingresso la I4 S (Lit.1.150.000+IGE), ossia una I4 col motore da 55cv della IM3.
Tra la seconda metà degli anni sessanta e l'inizio dei settanta, quando il modello iniziava a sentire il peso degli anni, la Innocenti riorganizzò la gamma. La IM3, ritoccata in alcuni particolari minori, divenne IM3 S (agosto 1966), destinata a lasciare spazio, assieme alle I4 e I4 S,  alla I5 (estate 1970).
La I5 non era altro che una I4 S ristilizzata nel frontale e negli interni.
La produzione di quest'ultima variante fu abbandonata nel 1974, quando venne rimpiazzata dalla Regent.